# Доманіки
Доманіки (словац. Domaníky) — село в окрузі Крупіна Банськобистрицького Словаччини. Площа села 7,87 км². Станом на 31 грудня 2017 року в селі проживало 198 жителів.

## Історія
Перші згадки про село датуються 1135 роком.

## Населення
| Рік:            | 1994. | 2004.   | 2014.   | 2024.   |
| --------------- | ----- | ------- | ------- | ------- |
| Кількість осіб: | 210   | 190     | 196     | 213     |
| Різниця:        |       | -9,52 % | +3,15 % | +8,67 % |

| Рік:            | 2023. | 2024.   |
| --------------- | ----- | ------- |
| Кількість осіб: | 218   | 213     |
| Різниця:        |       | -2,29 % |